# Antal Spányi
Antal Spányi (ur. 13 listopada 1950 w Budapeszcie) – węgierski duchowny katolicki, biskup Székesfehérváru od 2003.

## Życiorys
Święcenia kapłańskie otrzymał 19 lipca 1976 z rąk kardynała László Lékaia. Inkardynowany do archidiecezji ostrzyhomsko-budapeszteńskiej, pracował w niej przede wszystkim jako duszpasterz parafialny, zaś w latach 1995-1998 był także wikariuszem generalnym diecezji.

### Episkopat
13 lutego 1998 papież Jan Paweł II mianował go biskupem pomocniczym archidiecezji ostrzyhomsko-budapeszteńskiej, ze stolicą tytularną Tharros. Sakry biskupiej udzielił mu 28 marca 1998 kardynał László Paskai. On też mianował go archidiecezjalnym ekonomem.
4 kwietnia 2003 został biskupem ordynariuszem diecezji Székesfehérváru.